# Fenyő-kérgestapló
A fenyő-kérgestapló (Ischnoderma benzoinum) a Fomitopsidaceae családba tartozó, Eurázsiában és Észak-Amerikában elterjedt, elhalt fenyőtörzseken élő, nem ehető gombafaj. Egyéb elnevezése gyantás fenyőkéreggomba.

## Megjelenése
A fenyő-kérgestapló termőteste 5-20 cm széles, max. 2 cm vastag, alakja félkörös vagy kagylószerű, széle néha lebenyes. Színe sötét vörösbarnás, idősen feketésbarnás, körkörös sávokkal. Növekedésben levő széle világos, sárgás, rozsdasárgás. Felülete nemezes, bársonyos, sugarasan ráncolt, kissé zónás, a feketés területeken gyantásan ragadós.
Termőrétege pórusos, a pórusok szűkek (4-6/mm). Színe eleinte fehér, majd okkeres; sérülésre barnul.
Húsa szívós, rugalmas. Színe fiatalon fehéres, később parafaszínű, világosbarna. Íze és szaga nem jellegzetes.
Spórapora fehér. Spórája hengeres, görbült alakú, felülete sima, mérete 5-6 x 2-2,5 μm. 

### Hasonló fajok
A lombos fákon élő gyantás kérgestapló nagyon hasonlít hozzá, egyes szerzők egy fajnak tartják őket.  

## Elterjedése és termőhelye
Eurázsiában és Észak-Amerikában honos. Magyarországon ritka.
Különböző fenyőfajok (főleg lucon és kéttűs fenyőkön) elhalt törzsén él, azok anyagában fehérkorhadást okoz.  

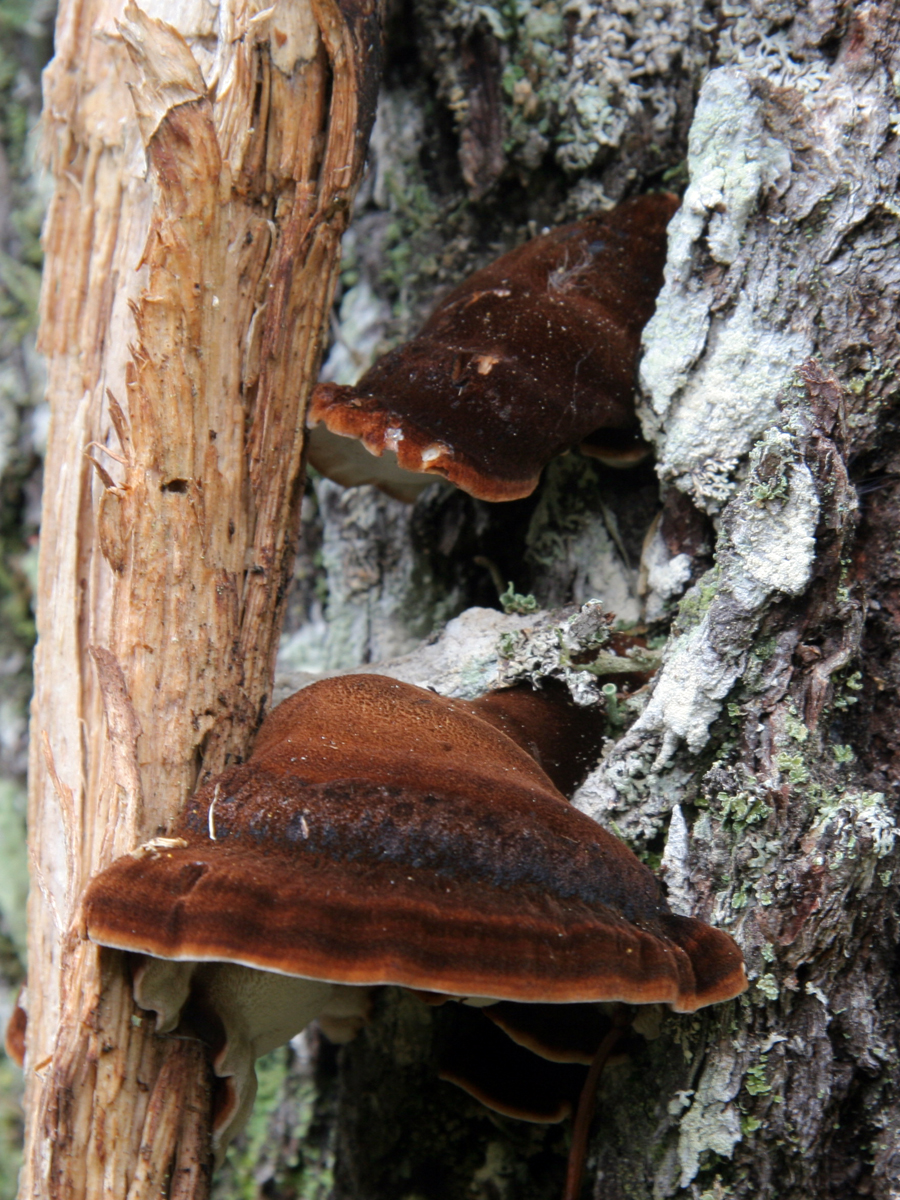
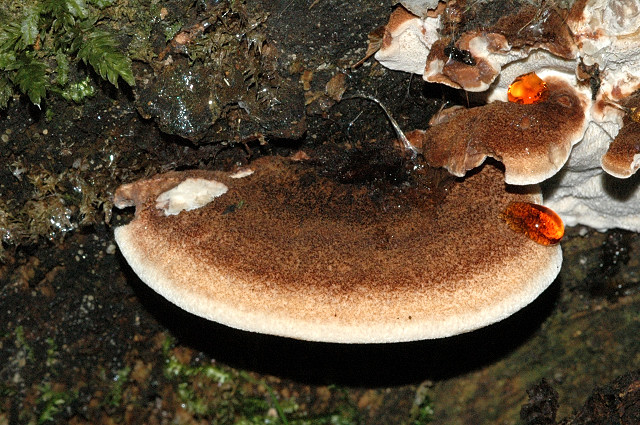
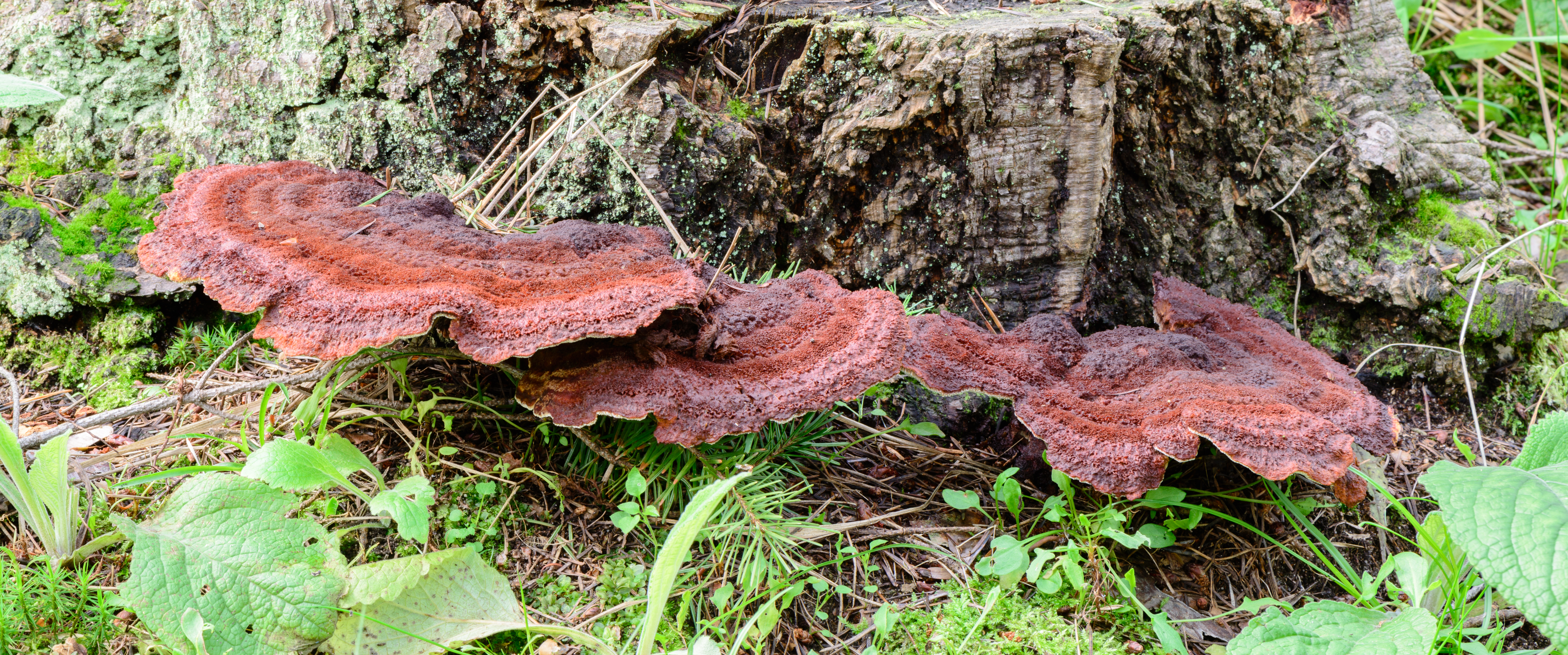
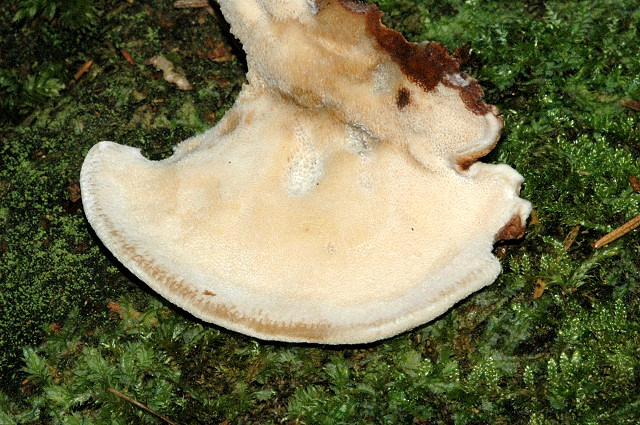

Nem ehető.